# Campionati europei di pugilato dilettanti 2011
I Campionati europei di pugilato dilettanti maschili 2011 si sono tenuti a Ankara, Turchia, dal 17 al 24 giugno 2011. È stata la 39ª edizione della competizione biennale organizzata dall'organismo di governo europeo del pugilato dilettantistico, EUBC.
Rispetto all'edizione precedente, la categoria dei pesi piuma è stata esclusa dalla competizione.
Il diciassettenne Salman Alizada rappresentante dell'Azerbaigian è stato il più giovane vincitore di una medaglia d'oro nella storia dei Campionati europei di pugilato dilettanti.

## Calendario
La tabella sottostante riporta il calendario delle competizioni.
| Giugno | 14 | 15 | 16 | 17 | 18 | 19 | 20 | 21 | 22 | 23 | 24 | 25 |
| ------ | -- | -- | -- | -- | -- | -- | -- | -- | -- | -- | -- | -- |
|        | A  |    |    | C  |    |    | QF | QF |    | SF | F  | P  |

|  | Arrivo/Partenza delegazioni |  | Cerimonia di apertura |  | Preliminari, quarti, semifinali |  | FINALI |

## Podi
| Categoria                   | Oro             | Argento            | Bronzo                                     |
| Pesi minimosca (kg 48)      | Salman Alizada  | Belik Galanov      | Georgi Andonov Charlie Edwards             |
| Pesi mosca (kg 52)          | Andrew Selby    | Georgij Balakšin   | Alexander Riscan Vincenzo Picardi          |
| Pesi gallo (kg 56)          | Veaceslav Gojan | Dmitriy Polyanskiy | Razvan Andreiana Furkan Ulaş Memiş         |
| Pesi leggeri (kg 60)        | Fatih Keleş     | Domenico Valentino | Vladimir Saruhanyan Volodymyr Matviychuk   |
| Pesi superleggeri (kg 64)   | Ray Moylette    | Tom Stalker        | Vincenzo Mangiacapre Heybatulla Hajialiyev |
| Pesi welter (kg 69)         | Fred Evans      | Mahamed Nurudzinau | Adriani Vastine Zaal Kvachatadze           |
| Pesi medi (kg 75)           | Maxim Koptyakov | Adem Kılıççı       | Jaba Khocitashvili Dmitro Mitrofanov       |
| Pesi mediomassimi (kg 81)   | Joe Ward        | Nikita Ivanov      | Imre Szellő Hrvoje Sep                     |
| Pesi massimi (kg 91)        | Teymur Məmmədov | Tervel Pulev       | Bahram Muzaffer Johann Witt                |
| Pesi supermassimi (kg 91 +) | Magomed Omarov  | Roberto Cammarelle | Mikheil Bakhtidze Mihai Nistor             |

## Medagliere
Nazione ospitante 
| Posiz. | Nazione     | Oro | Argento | Bronzo | Totale |
| ------ | ----------- | --- | ------- | ------ | ------ |
| 1      | Russia      | 2   | 4       | 0      | 6      |
| 2      | Azerbaigian | 2   | 0       | 1      | 3      |
| 3      | Irlanda     | 2   | 0       | 0      | 2      |
| 3      | Galles      | 2   | 0       | 0      | 2      |
| 5      | Turchia     | 1   | 1       | 2      | 4      |
| 6      | Romania     | 1   | 0       | 2      | 3      |
| 7      | Italia      | 0   | 2       | 2      | 4      |
| 8      | Bulgaria    | 0   | 1       | 1      | 2      |
| 8      | Inghilterra | 0   | 1       | 1      | 2      |
| 10     | Bielorussia | 0   | 1       | 0      | 1      |
| 11     | Georgia     | 0   | 0       | 3      | 3      |
| 12     | Ucraina     | 0   | 0       | 2      | 2      |
| 13     | Armenia     | 0   | 0       | 1      | 1      |
| 13     | Croazia     | 0   | 0       | 1      | 1      |
| 13     | Francia     | 0   | 0       | 1      | 1      |
| 13     | Germania    | 0   | 0       | 1      | 1      |
| 13     | Ungheria    | 0   | 0       | 1      | 1      |
| 13     | Moldavia    | 0   | 0       | 1      | 1      |
|        | Totale      | 10  | 10      | 20     | 40     |